# Miss Abby OMG
Henrique dos Santos (Belo Horizonte, 15 de dezembro de 1994), mais conhecido pelo seu nome artístico Miss Abby OMG, é um modelo, maquiador e drag queen brasileiro, mais conhecido por participar da primeira temporada do Drag Race Holland.

## Início da vida
Abby nasceu em Belo Horizonte, Minas Gerais, em 15 de dezembro de 1994. Aos 7 anos de idade, mudou-se com a família para a Espanha, onde passou grande parte da infância e juventude. Aos 15 anos, mudou-se para a cidade de Breda, Brabante do Norte nos Países Baixos.
Seu nome artístico, "Miss Abby OMG", carrega elementos marcantes de sua trajetória. O "Abby" vem da personagem Abigail Lemonparty, da série animada American Dad!. O "OMG" surgiu de forma espontânea, após a reação de seu irmão ao vê-la montada pela primeira vez. Já o "Miss" foi adotado após ela conquistar títulos em concursos de performance nos Países Baixos, consolidando sua identidade artística.

## Carreira

### Início
Desde a infância, Abby demonstrava uma personalidade marcante e uma forte inclinação para as artes cênicas, especialmente teatro e dança. Aos 15 anos, mudou-se para a cidade de Breda, Brabante do Norte nos Países Baixos. Durante esse período, teve seu primeiro contato com o programa RuPaul's Drag Race, que despertou seu interesse pelo universo drag, em especial pela criação de perucas e pela arte da maquiagem.
Suas principais inspirações vieram de artistas como Pabllo Vittar e Gloria Groove, cujas carreiras mostraram ser possível unir expressão artística e viabilidade profissional. Inicialmente, Abby começou a se montar e circular pelas ruas de Breda e Amsterdã apenas por diversão. Com o tempo, passou a participar de concursos de drag, transformando gradualmente sua paixão em uma carreira profissional.

### 2020–2021:Drag Race HollandeMake Up Your Mind
Em 2020, Abby foi confirmada como uma das participantes da primeira temporada do Drag Race Holland. Ela tornou-se a primeira drag queen brasileira a competir da franquia Drag Race. No programa, Abby chegou até a semifinal na disputa pelo título de Next Drag Superstar. Em 2021, Abby foi confirmada como uma das juradas da primeira temporada do programa de televisão Make Up Your Mind.

## Vida pessoal
Abby se identifica como uma pessoa homossexual e vive um relacionamento sério com seu namorado, com quem está desde 2010.

## Filmografia

### Televisão
| Ano  | Título            | Função       | Notas       | Ref.  |
| ---- | ----------------- | ------------ | ----------- | ----- |
| 2020 | Drag Race Holland | Participante | Temporada 1 | [ 7 ] |
| 2021 | Make Up Your Mind | Jurada       | Temporada 1 | [ 8 ] |